# Wally Gator
Cet article concerne une série télévisée d'animation. Pour les parcs d'attractions, voir Walygator Grand Est et Walygator Sud-Ouest.
Wally Gator est une série télévisée d'animation américaine en 52 épisodes de 5 minutes, créée par Hanna-Barbera Productions et diffusée entre le 3 septembre 1962 et le 26 août 1963 dans le bloc de programmes The Hanna-Barbera New Cartoon Series (en) sur le réseau ABC.
Au Québec, des épisodes ont été diffusés dans Bobino à partir de l'automne 1964 à la Télévision de Radio-Canada, puis rediffusés dans des blocs de dessins animés sur le réseau TVA et dans les années 2000-2010 sur Télétoon Rétro.
En France, la série a été diffusée pour la première fois le 6 janvier 1971 sur la première chaîne de l'ORTF. Elle a été rediffusée le 8 décembre 1976 sur TF1 dans Les Visiteurs du mercredi, en 1981 sur TMC, en 1987 (Zappe ! Zappeur - TF1), le 17 septembre 1987 (Club Dorothée - TF1), en 1996 (Hanna Barbera Dingue Dong - France 2), le 6 septembre 1999 sur Cartoon Network, et en 2003 sur Boomerang.

## Synopsis
Wally Gator est un alligator qui se prend pour un humain. Il tente sans cesse de s'échapper du zoo dans lequel il vit, au grand malheur du gardien des lieux, M. Tourniquet (Mr Twiddle dans la VO). Mais toutes ses tentatives échouent et il retrouve toujours sa cage après de nombreuses péripéties.

## Fiche technique
- Titre original et français : Wally Gator
- Réalisateur : William Hanna, Joseph Barbera
- Scénaristes :
- Musique : Hoyt S. Curtin
- Production : William Hanna, Joseph Barbera
- Sociétés de production : Hanna-Barbera Productions
- Pays d'origine : États-Unis
- Langue : anglais
- Nombre d'épisodes : 52 (2 saisons)
- Durée : 5 minutes
- Dates de première diffusion :  États-Unis : 3 septembre 1962 ;  France : 6 janvier 1971

## Distribution

### Voix françaises
- Roger Carel : Wally Gator
- Henri Poirier: M. Tourniquet

### Voix originales
- Daws Butler : Wally Gator
- Don Messick : Mr Twiddle

## Épisodes

### Saison 1 (1962-1963)
1. Le Dragon (Droopy Dragon)
2. Les Gator nappers (Gator-Napper)
3. Wally en Floride (Swamp Fever)
4. Le Bal masqué(White Tie and Frails)
5. Un sacré chien de garde (Escape Artist)
6. Wally en Californie (California or Bust)
7. Les Braqueurs de banque (Frame and Fortune)
8. Une histoire de navet (Tantalizin' Turnips)
9. Évasion de Wally gator (Over the Fence is Out)
10. L’Ours et moi (Bear with Me)
11. Dehors malgré lui (Outside Looking In)
12. La Fiancée de Wally (Bachelor Buttons)
13. Wally et la Sorcière (Which is Which Witch)
14. L’Évadé (Pen-Striped Suit)
15. Wally marin (Ship-Shape Escape)
16. Graine de chasseur (Semi Seminole)
17. Le Petit Wally rouge (Little Red Riding Gator)
18. Wally au pôle Nord (Ice Cube Boob)
19. Un chien de garde pot de colle (The Forest's Prime Evil)
20. Wally dans la jungle (Snooper Snowzer)
21. La Conscience de Wally (Unconscious Conscience)
22. Le Robot (Gator-Baiter)
23. L'Oiseau crieur (False Alarm)
24. Wally à la belle vie (Phantom Alligator)
25. La Moto (Puddle Hopper)
26. Le Bébé gorille (Baby Chase)

### Saison 2 (1963)
1. Croc-Zilla (Gosh Zilla)
2. Une caméra timide (Camera Shy Guy)
3. La saison des amours (Rebel Rabble)
4. Une tondeuse capricieuse (No More Mower)
5. Wally et le chevalier (Knight Nut)
6. L’Art de l’évasion (Ape Scrape)
7. L’Imitateur (Gator-Imitator)
8. Un lanceur de talent (Safe at Home)
9. Voyages en ballons (Balloon Buffoon)
10. Remise en forme (Rassle Dazzle)
11. Wally en croisière (Sea Sick Pals)
12. Le Contrat d’assurance (Accidently on Purpose)
13. Le Coup de sifflet (Whistle Stopper)
14. Joyeux anniversaire Wally (Birthday Grievings)
15. Le Cobaye (Medicine Avenue)
16. Être shérif au far-west (Marshall Wally)
17. Wally dans l’espace (One Round Trip)
18. La Chasse au rongeur (Gopher Broke)
19. La Vedette (Gladiator Gator)
20. Une histoire de bulle (Bubble Trouble)
21. Parade sur glace (Ice Charades)
22. La créature de la planète zéro (Creature Feature)
23. L’Héritage (Squatter's Rights)
24. Wally plombier (The Big Drip)
25. Le Fin Gourmet (Gourmet Gator)
26. Le Vieil Alligator (Carpet Bragger)

## Autour de la série
- Wally Gator a été créée dans le cadre de l'émission américaine The New Hanna-Barbera Show, où l'on pouvait également voir les séries Lippy le lion (Lippy the Lion and Hardy Har Har) et Touché la Tortue (Touché Turtle & Dum Dum).
- Wally Gator figure également dans certains épisodes de la série Scooby-Doo.